# Patellapis flavofasciata
Patellapis flavofasciata är en biart som först beskrevs av Heinrich Friese 1915.  Patellapis flavofasciata ingår i släktet Patellapis och familjen vägbin. Inga underarter finns listade i Catalogue of Life.